# Lipót Fejér
Lipót Fejér   (Pécs, 9 de febrer de 1880 - Budapest, 15 d'octubre de 1959) va ser un matemàtic hongarès.

## Vida i Obra
Lipót Fejér va nàixer en una família jueva de cognom Weiss (o Weisz) i va rebre el nom de Leopold Weiss. Cap al 1900 va decidir hongaritzar el seu nom i cognom, i com que Weiss, en alemany, vol dir blanc, va utilitzar fejér que és una grafia antiga de l'adjectiu blanc en hongarès: fehér. Mentre estudiava la secundària a la seva ciutat natal de Pécs, es va dedicar a escriure i enviar solucions als problemes plantejats per una revista matemàtica hongaresa, fins al punt d'arribar a rebre un premi per la seva tasca el 1897. Des del 1898 fins al 1902 va estudiar a la universitat de Budapest, excepte el curs 1899-1900 que va estar a la universitat de Berlín. Després d'obtenir el doctorat el 1902, va estar un curs ampliant estudis a la universitat de Göttingen i a la universitat de París. En retornar a Hongria va fer classes durant un breu temps a la universitat Pere Pázmány de Budapest, fins que el 1905 va ser nomenat professor de la universitat de Kolozsvár (actualment Cluj-Napoca a Romania).
El 1911 va ser nomenat professor de la universitat de Budapest, en la qual va romandre fins a la seva mort. Fejér va rebre nombrosos premis i distincions, especialment després de la Segona Guerra Mundial. Durant la guerra va patir molt per ser jueu: el 1944 va ser expulsat de la universitat i poc després va ser detingut pels Creu Fletxada, paramilitars hongaresos partidaris dels nazis, i salvà la vida per casualitat. En acabar la guerra va ser trobat en un hospital d'emergència en circumstàncies indescriptibles. Va ser un personatge central en la formació de les futures generacions de matemàtics hongaresos.
Un dels resultats més importants que se li deuen és la solució del problema de la suma de la sèrie de Fourier per mitjans aritmètics, aconseguida el 1900, quan estava a Berlín sota la influència de Hermann Schwarz, que va ser publicada en una breu nota als Comptes Rendus de l'Acadèmia de Ciències de París i que va ser el nucli de la seva tesi doctoral dos anys més tard, en la qual demostrava el teorema del seu nom: tota funció contínua és el límit de les seves sumes de Fejér.